# Ron Holland (Basketballspieler)
Ronald Holland II (* 7. Juli 2005 in Duncanville (Texas)) ist ein US-amerikanischer Basketballspieler.

## Werdegang
Holland spielte vier Jahre für die Schulmannschaft der Duncanville High School im US-Bundesstaat Texas. Er wurde in den Vereinigten Staaten als einer der besten Spieler seines Jahrgangs eingestuft. Holland gab der University of Texas seine Zusage, die er später zurückzog und 2023 zur Mannschaft NBA G League Ignite in die NBA G League wechselte.
Für Ignite bestritt Holland nur 14 Spiele (20,6 Punkte je Begegnung), da aufgrund eines Bänderrisses ein Eingriff am Daumen seiner rechten Hand vorgenommen werden musste. Er schrieb sich 2024 zum Draftverfahren der NBA ein, in dem sich die Detroit Pistons die Rechte an dem Flügelspieler sicherten.

### Nationalmannschaft
Mit den Auswahlmannschaften der Vereinigten Staaten wurde er 2021 U16-Amerikameister und 2022 U17-Weltmeister.